# Sarsawan
Sarsawan là một thành phố và là nơi đặt ban đô thị (municipal board) của quận Saharanpur thuộc bang Uttar Pradesh, Ấn Độ.

## Nhân khẩu
Theo điều tra dân số năm 2001 của Ấn Độ, Sarsawan có dân số 16.816 người. Phái nam chiếm 54% tổng số dân và phái nữ chiếm 46%. Sarsawan có tỷ lệ 64% biết đọc biết viết, cao hơn tỷ lệ trung bình toàn quốc là 59,5%: tỷ lệ cho phái nam là 69%, và tỷ lệ cho phái nữ là 57%. Tại Sarsawan, 16% dân số nhỏ hơn 6 tuổi.